# Père Dagobert
Le Père Dagobert de Longuory (alias Père Dagobert) (né à Québec) était un frère Capucin qui arriva à La Nouvelle-Orléans de Québec en 1722. En 1745, il fut nommé prêtre de la Cathédrale Saint-Louis, et plus tard vicaire du diocèse. Il fut très actif dans la région pendant cinquante ans et mourut en 1776.
Ses contributions à La Nouvelle-Orléans et à son peuple furent très significatives. Il y a plusieurs références faites de lui durant le XVIIIe siècle dans le sud de la Louisiane. 